# Phanerotomoides medioglobosus
Phanerotomoides medioglobosus är en stekelart som beskrevs av Herbert Zettel 1990. Phanerotomoides medioglobosus ingår i släktet Phanerotomoides och familjen bracksteklar. Inga underarter finns listade i Catalogue of Life.